# گردن (نیدرزاکسن)
شهر گردن در ایالت نیدرزاکسن در کشور آلمان واقع شده‌است.